# Rada Portu i Dróg Wodnych Gdańska
Rada Portu i Dróg Wodnych Gdańska (niem. Ausschuss für den Hafen und die Wasserwege von Danzig, fr. Conseil du Port et des Voies d'Eau de Dantzig) − organ zarządzający eksploatacją portu morskiego Gdańsk w okresie istnienia Wolnego Miasta Gdańska. Rada była niezależna od władz Wolnego Miasta, Polski czy Ligi Narodów, a zatem była jednym z suwerenów Wolnego Miasta Gdańska równolegle do Senatu, Wysokiego Komisarza Ligi Narodów i Komisarza Generalnego RP.

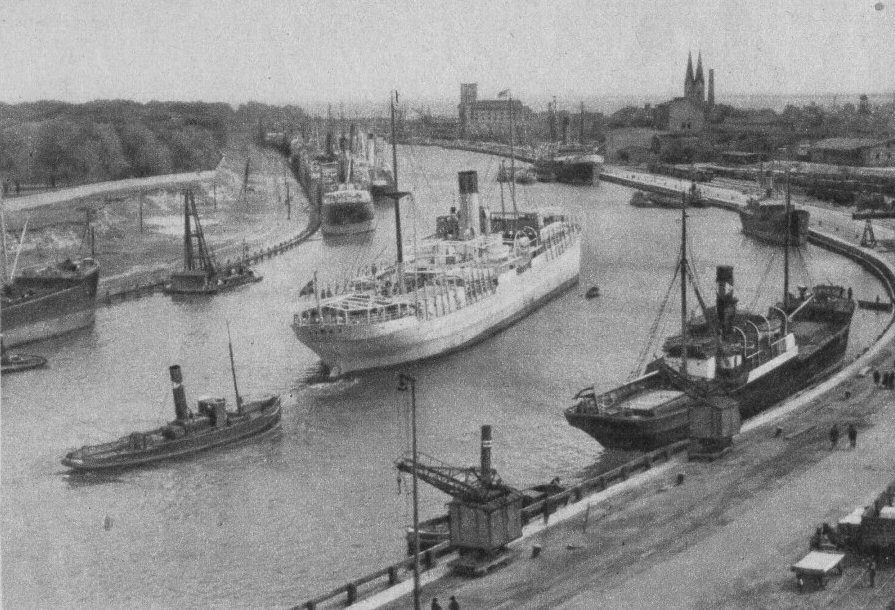
Gdański port w okresie Wolnego Miasta Gdańska

Powołana na mocy konwencji zawartej w Paryżu 9 listopada 1920, ukonstytuowała się na początku roku następnego, a działalność rozpoczęła 1 czerwca 1921.
Rada składała się z dwóch pięcioosobowych delegacji: polskiej i gdańskiej, oraz prezydenta powołanego w porozumieniu przez Rząd RP i Senat Wolnego Miasta Gdańska, a w braku zgody stron wyznaczanego przez Ligę Narodów z obywateli Szwajcarii. Prezydent sprawował swój urząd w kadencji 3-letniej i posiadał immunitet dyplomatyczny na obszarze WMG i Polski. Podczas głosowań każdej z delegacji przysługiwał jeden głos, a w przypadku braku zgody rozstrzygał prezydent. Językami urzędowymi rady były polski i niemiecki, a niektóre dokumenty sporządzano także po francusku.
Organem wykonawczym rady była dyrekcja wraz z podległymi jej urzędami. Na jej czele stali: dyrektor handlowy - Polak wybierany przez Delegację Polską (przez wiele lat był to inż. Bohdan Nagórski), oraz dyrektor techniczny - obywatel gdański wybierany przez Delegację Gdańską.
Rada posiadała własną banderę i pieczęć. Od 1934 dysponowała także własną siłą policyjną - Strażą Portową i Wodną, złożoną z 24 funkcjonariuszy, 12 Polaków i 12 Gdańszczan. Straż posiadała prawo wyłączności czuwania nad bezpieczeństwem i porządkiem ruchu portowego oraz na drogach wodnych podlegających administracji Rady Portu.
Rada została rozwiązana dekretem Alberta Forstera 1 września 1939.

## Prezydenci Rady Portu i Dróg Wodnych
- płk Jacques de Reynier (Szwajcar) marzec 1921 - kwiecień 1925
- płk Hugens de Loes (Szwajcar) kwiecień 1925 - sierpień 1931
- dr Carl Josef Benziger (Szwajcar) sierpień 1931 - wrzesień 1934
- dr Johan Alexander Nederbragt (Holender) wrzesień 1934 - 1 września 1939